# Gençlerbirliği Spor Kulübü
El Gençlerbirliği Spor Kulübü és un club de futbol turc de la ciutat d'Ankara. El nom vol dir, textualment, "Unió de Joves".

## Història

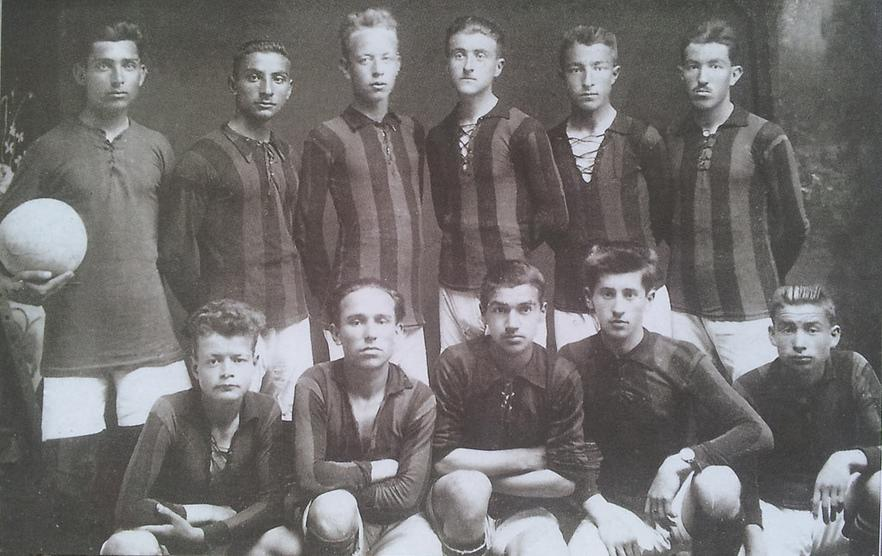
Gençlerbirliği el 1924

El Gençlerbirliği va ser fundat per estudiants de l'escola Ankara Erkek Lisesi (Sultani Mektebi). Aquests estudiants eren Ramiz Eren, Mennan İz, Mazhar Atacanlı, Sait, Kenan, Nuri, Namik Katoğlu, Namık Ambarcıoğlu, Ridvan Kırmacı, Hafi Araç, Ruhi, Sari Ziya i Hakki.
El 14 de març de 1923 nasqué el club i adoptà el nom d'Unió de Joves, pel fet d'estar format completament per estudiants. Faik Bey, pare de Sarı Ziya, fou el primer president.
L'actual club Gençlerbirliği OFTAŞ és el club reserva del Gençlerbirliği SK.

## Palmarès
- Copa turca de futbol (2): 1987, 2001
- Campionat turc de futbol (2): 1941, 1946
- Lliga d'Ankara de futbol (10): 1929-30, 1930-31, 1931-32, 1932-33, 1934-35, 1939-40, 1940-41, 1945-46, 1949-50, 1950-51[2]
- Copa TSYD (13)

## Jugadors destacats
| - Fatih Akyel - Serkan Balcı - Deniz Barış - Uğur Boral - Ümit Bozkurt - Mehmet Çakır - Ömer Çatkıç - Metin Diyadin - Tolga Doğantez - İsmail Güldüren - Ümit Karan - Okan Koç - Tayfun Korkut - Baki Mercimek | - Ümit Özat - Mustafa Özkan - Ergün Penbe - Kemalettin Şentürk - Adrián Domenech - Jorge Rinaldi - Filip Daems - Patrick Nys - Elvir Bolić - Zlatko Yankov - Tomasz Zdebel - Fredrik Risp - Nick Carle - Josip Skoko | - Ayman Abdelaziz - Abdelzahr El-Saka - Ahmed Hassan - Lahcen Abrami - Geremi Njitap - Marcel Kimemba Mbayo - Haminu Dramani - Souleymane Youla - Cheick Oumar Dabo - Tijjani Babangida - Isaac Promise - Lamine Traoré - John Moshoeu - Alfred Phiri |